# Sekwa
Sekwa är ett svenskt förlag som specialiserar sig på franskspråkig litteratur i svensk översättning, företrädesvis sådan skriven av kvinnor. 2007 gavs förlagets första bok ut, Insekt av Claire Castillon. Det har även gett ut böcker av bland andra Muriel Barbery, Tatiana de Rosnay, Fred Vargas, Delphine de Vigan och Kim Thúy.
Förlaget har sitt kontor på Södermalm i Stockholm. Det grundades 2005 av Johanna Daehli och Helén Enqvist. Daehli var tidigare förlagschef på Storm förlag och Enqvist är frilansande översättare. Idag ägs Sekwa av Johanna Daehli. Förlagets namn är hämtat från den fonetiska transkriptionen av "c'est quoi?", franska för "vad är det?".